# 多田卓也
多田 卓也（ただ たくや、1979年3月24日 - ）は、日本の映像ディレクター。

## 人物
神奈川県出身。上智大学外国語学部露語学科卒業後、2003年より株式会社セップ所属。主にミュージック・ビデオの演出などを手がけ、これまでの作品数は250以上に及ぶ。

## 作品

### ライブ
- 5th ALBUM『MOMOIRO CLOVER Z』SHOW at 東京キネマ倶楽部

### ミュージック・ビデオ
arp
満月（2005年）
アイドリング!!!
Snow celebration（2007年）
i☆Ris
Color（2012年）
あさき
天庭（2011年）
abingdon boys school
STRENGTH.（2009年）、JAP（2009年）、WE aRE（2012年）
AMWE
Bangin' The Drum（2009年）
ARU
ALIVE（2008年）
anderlust
帰り道（2016年）
稲垣潤一
あなたに逢いたくて〜Missing You〜（稲垣潤一&松浦亜弥名義・2009年）
クリスマスキャロルの頃には（稲垣潤一&広瀬香美名義・2009年）
愛が止まらない（稲垣潤一&相川七瀬名義・2010年）
思い出す度 愛おしくなる（稲垣潤一&辛島美登里名義・2011年）、 その手を伸ばして（2011年）
ILLMATIC HEADLOCK
Shall we Dance?（2007年）
indigo la End
夜汽車は走る（2015年）
INFLAVA
Doing（2008年）、せつないんぐ。（2009年）、HOMING（2009年）
VAMPS
DEVIL SIDE（2010年）、GET AWAY（2014年）、THE JOLLY ROGER（2014年）
w-inds.
ブギウギ66（2006年）
ウエイスト
タビダチ links 8utterfly-オトコ編－（2010年）
ウエンツ瑛士
Awaking Emotion 8/5（2007年）
A-Lin+
戀愛魔力（2013年）
HKT48
スキ!スキ!スキップ!（2013年）
SKE48
窓際LOVER（2016年）
NMB48
床の間正座娘（2019年）
A.B.C-Z
Za ABC〜5stars〜（2012年）、砂のグラス（2012年）、ずっとLOVE（2012年）、ボクラ〜LOVE&PEACE〜（2012年）
Twinkle Twinkle A.B.C-Z（2013年）、Desperado（2013年）、Never My Love（2013年）、Like A Blow（2013年）
Legend Story（2014年）、僕らのこたえ〜Here We Go〜（2014年）
SPACE TRAVELERS（2015年）、Finally Over（2015年）
JOYしたいキモチ（2018年）
チートタイム（2020年）
everset
Shooting Star（2012年）、Reboot（2012年）、Evolvin' Storm（2012年）
恵比寿マスカッツ
ハニーとラップ♪（2012年）、おかあさん（2012年）、ゴーゴー・・・プルカワ（2012年）
親不孝ベイベー（2012年）、タクシー音頭（2012年）、九九ダンス（2012年）
Apeace
HERO（2012年）
EMI MARIA
I gotta -Summer Time-（2008年）
LM.C
☆ ROCK THE LM.C☆（2006年）、little Fat Man boy（2006年）、OH MY JULIET.（2006年）
BOYS & GIRLS（2007年）、LIAR LIAR（2007年）、Bell the CAT（2007年）
JOHN（2008年）、88（2008年）、CHEMICAL KING-TWOON（2008年）
PUNKY ♥ HEART（200年）、LET ME' CRAZY!!（2010年）、No Fun, No Future.（2010年）
SUPER DUPER GALAXY（2011年）、星の在処。-ホシノアリカ-（2011年）、The LOVE SONG（2011年）
Ah Hah!（2012年）、DOUBLE DRAGON（2012年）
LGYankees&GIPPER feat.NOA
KO.A.KU.MA（2008年）
Hey! Say! JUMP
Lucky-Unlucky（2019年）、Oh! My darling（2019年）、ファンファーレ!（2019年）、春玄鳥（2022年）
小倉唯
Raise（2012年）
ガーディアンズ4
PARTY TIME（2009年）
Kanade
Ring The Alarm（2007年）
KANA-BOON
talking（2015年）
anger in the mind（2016年）
それでも僕らは願っているよ（2017年）
華原朋美
華（2006年）、あのさよならにさよならを（2006年）
仮面ライダーGIRLS
咲いて（2012年）
カラーボトル
グッバイ・ボーイ（2006年）
kalafina
輝く空の静寂には（2010年）、Magia（2010年）、Symphonia（2011年）
to the beginning（2012年）、moonfesta〜ムーンフェスタ〜（2012年）、ひかりふる（2012年）、夢の大地（2013年）、blaze（2016年）
関ジャニ∞
Wonderful World!!（2010年）、イエローパンジーストリート（2011年）
喜多修平
Breakin' through（2008年）、一斉の声（2008年）
キノコホテル
キノコノトリコ（2011年）、愛人共犯世界（2011年）、白い部屋（2011年）
鬼龍院翔 from ゴールデンボンバー
「Life is SHOW TIME」（2012年）
□□□
GOLDEN WEEK（2007年）
黒木晴香
STATION -dreame on the cable-（2006年）
黒木メイサ
Wired Life（2011年）
ゲビル
WWW〜ワールド ワイド ワッショイ〜（2007年）
CHEMISTRY
a Place for Us（CHEMISTRY×古内東子名義・2009年）
光上せあら
JOY（2007年）
CODE-V
Spring Love（2015年）
衝動（2015年）
DANCIN'CIRCLE（2015年）
君といた夏（2016年）
KOH+
恋の魔力（2013年）
ココア男。
NO you! NO life! NO…XX? Feat.Me（2011年）
Coco d'Or
Alfie（2011年）
ゴスペラーズ
It's Alright 〜君といるだけで〜（2012年）、STEP!（2012年）、In This Room（2018年）
小南泰葉
嘘憑きとサルヴァドール（2012年）、Trash（2012年）
サカヒカリ
LUCY（2006年）
SuG
不完全Beautyfool Days（2011年）
SABOTEN
未来を想像して（2005年）
SEEDA
MIC STORY feat.ILL BOSSTINO（2007年）
椎名ぴかりん
侵略ぴかりん伝説☆（2012年）
SEAMO
軌跡（2007年）、キミヲワスレナイ feat.AYUSE KOZUE（2009年）、海へいこう（2010年）
約束（2011年）、ONE LIFE（2011年）
sherry
Romanticあげるよ（2008年）
シド
蜜指〜ミツユビ〜（2007年）
シナリオアート
サヨナラムーンタウン（2017年）
cinema staff
望郷（2013年）
great escape（2013年）
borka（2014年）
theme of us（2014年）
シャドウ（2015年）
柴田淳
幻（2005年）
島谷ひとみ
君がいるだけで（2009年）
ジムノペディ
スタッカート（2004年）
私立恵比寿中学
イヤフォン・ライオット（2021年）
Sweet Licious
Winter Kiss〜冬がくれたラブストーリー〜（2011年）
The Sketchbook
Clear（2012年）
SNAIL RAMP
777（2006年）
SPYAIR
Last Moment（2010年）
SPEED
あしたの空（2008年）
jyA-Me
White Sweet Love feat. CLIFF EDGE（2012年）、PASSWORD（2012年）、あの頃に… Once again（2012年）
jealkb
虹の橋（2011年）
JUNO
Fate（2011年）、SEDUCTION（2012年）
ズータンズ
クアトロ（2006年）、ムージック（2007年）、ジャンクション（2007年）
まごころ（2008年）
スガシカオ
Party People（2009年）、はじまりの日 feat.Mummy-D（2009年）
鈴木亜美
Reincarnation（2009年）
Sexy Zone
Lady ダイヤモンド（2012年）、Sexy Summerに雪が降る（2012年）
So'Fly
i BELIEVE〜星に願いを（2011年）
Sonar Pocket
ネバギバ!（2010年）、100回くらい（2010年）、100年先まで愛します。（2010年）
ラブレター 〜いつだって逢いたくて〜（2011年）、ごめんね・・・。〜お前との約束〜（2011年）、365日のラブストーリー。（2011年）、「でも…。でも…。でも…。」（2011年）、世界で一番ステキな君へ（2011年）
君と見る未来。（2012年）、キミ記念日〜生まれて来てくれてアリガトウ。〜（2012年）、失恋〜君は今、幸せですか？〜（2012年）、花（2012年）
曽根由希江
君のとなりに（2011年）、ねぇ、どうして（2012年）
ZORO
HOUSE・OF・MADPEAK（2010年）、POLICE（2011年）、HOWL（2012年）
THYME
forever we can make it!（2008年）
武井咲
恋スルキモチ（2011年）
谷村奈南
Again（2007年）
DA PUMP
U.S.A.（2018年）
玉置成実
LADY MIND（2011年）
多和田えみ
ねぇ（2012年）
CHI-CHI
からかわないで!! -ジャンナンチジマ-（2012年）
Chara
X'mas Spirit!（2007年）、TROPHY（2008年）
チャン・グンソク
Abracadabra（2012年）
土屋アンナ
Voyagers（2012年）
つばきファクトリー
三回目のデート神話（2019年）
D.D.D
願い〜wishing〜（2006年）
TIGARAH
Space Travel（2009年）
TETSUYA
Roulette（2010年）、LOOKING FOR LIGHT（2010年）、lonely girl（2010年）
傳田真央
好きって言わない（2010年）、もう少し美人だったら（2010年）、一番好きな人（2010年）
恋して涙して（2011年）
東京女子流
ヒマワリと星屑（2010年）、Liar（2011年）、Bad Flower（2012年）
東方神起
In Our Time（2013年）
Dream
Dreaming Girls（2011年）
AAA
"Q"（2006年）
NERDHEAD
どうして好きなんだろう feat. Mai.K（2011年）、i'm OK feat. MiChi（2012年）
9nine
チクタク☆2NITE（2011年）、少女トラベラー（2012年）、愛 愛 愛（2016年）、Why don't you RELAX?（2017年）、SunSunSunrise（2017年）
中島愛
マーブル（2012年）、そんなこと裏のまた裏話でしょ？（2012年）
西寺実
あゝ無情（2008年）
NICO Touches the Walls
夢1号（2012年）
NEWS 小山慶一郎
Love Addiction（2009年）
乃木坂46
風船は生きている（2017年）
ノースリーブス
キスの流星（2009年）
野中藍
LOVE@MESSENGER（2006年）、トキメキの言葉（2006年）
High-King
C\C(シンデレラ\コンプレックス)（2008年）
長谷川都
あいのくに（2005年）
8utterfly
友達だから、今はまだ feat.WISE（2010年）、タビダチ links ウエイスト-オンナ編－（2010年）
BACK-ON
Tell Me（2010年）
初音
恋に出逢った夏 feat.KEN THE 390（2009年）、アカイ糸 feat.KEN THE 390（2009年）、また逢いたい（2010年）
Honey L Days
がんばれ（2011年）、I can（2011年）
HARA+
사랑의 마법(恋の魔力)（2013年）
波瑠
I Miss You（2008年）
HANGRY&ANGRY
Top Secret（2009年）、レコンキスタ（HANGRY&ANGRY-ｆ名義・2011年）
B'z
DIVE（2009年）
Hero Music All Stars
情熱 〜We are Brothers〜（2012年）
日之内エミ
GOODIE MEMORIES（2007年）、愛だけが（2008年）、片想い（2008年）
ビリー・バンバン
ずっとあなたが好きでした（2010年）
PINK CRES.
Etcetera（2018年）
FUZZY CONTROL
latest（2009年）
V6
Sexy.Honey.Bunny!（2011年）、バリバリBUDDY!（2012年）、大人Guyz（2013年）
Fairies
No More Distance（2012年）
BRIGHT
キミがいるから〜ココロのとなりで〜（2011年）
PLΛTINUM
LOVE（2009年）
古内東子
時間を止めて（2012年）
FlowBack
BOOYAH!（2017年）
WE ARE!（2017年）
HALO
HEAVEN HEAVEN（2016年）
ベッキー♪♯
冬空のLove Song（2010年）
Be-ppin
MY･EYE･AH（2011年）
BENI
サイン（2009年）、bye bye（2010年）、Darlin'（2011年）
BABYMETAL
メギツネ (2013年)
THE BAWDIES
45s（2016年）
堀江由衣
ヒカリ（2006年）
MAA
Ghost Enemy（2010年）、バレリーナ・ブレインシステム（2010年）、OKay（2011年）
前川紘毅
二子玉（2007年）
真崎ゆか
もっと愛したかった（2011年）、Change Myself（2011年）
magical2
TOY BOY（2019年）
松本素生
2030（2010年）
マリア
Getaway（2009年）、Goin' My Way（2009年）
misono
夢幻期限（2007年）、end=START（2009年）、うる星やつらのテーマ -ラムのラブソング-（2009年）
「…好き×××」（2010年）、0時前のツンデレラ（2010年）
MisaChi
Missing You（久嶋美さち名義・2005年）
観月ありさ
あなたが笑えば（2011年）
Mrs. GREEN APPLE
鯨の唄（2017年）、どこかで日は昇る（2017年）
miCKun
鏡花水月 feat.舞花（2010年）
mihimaru GT
Love Letter（2010年）、SAY YES 〜102回目のプロポーズ〜（2012年）
meme tokyo.
メランコリックサーカス（2019年）
May J.
Rewind（2012年）
MAY'S
KISS〜恋に落ちて…冬〜（2008年）、恋をしてた〜Say Goodbye〜（MAY'S×May J.名義・2009年）、BONDS（2011年）
Smiling（2012年）、SKY（2012年）
MEG
MAGIC（2008年）、HEART（2008年）、FREAK（2009年）
BEAUTIFUL（2009年）、WEAR I AM（2012年）
モーニング娘。'18
フラリ銀座（2018年）
ももいろクローバーZ
境界のペンデュラム（2017年）
クローバーとダイヤモンド（2018年）
PLAY!（2020年）
なんとなく最低な日々（2022年）
MONKEY MAJIK
A.I. am Human(2016年)
山下智久
はだかんぼー（2011年）
山田優
EYES ON ME（2007年）
YUI
Lock On（2011年）
ゆいかおり
VIVIVID PARTY!（2010年）、HEARTBEATが止まらないっ!（2010年）、Shooting☆Smile（2011年）
PUPPY LOVE!!（2011年）、君のYELL（2012年）
UNISON SQUARE GARDEN
水と雨について（2007年）、センチメンタルピリオド（2008年）
横山ルリカ
瞬間Diamond（2014年）
L'Arc〜en〜Ciel
GOOD LUCK MY WAY（2011年）
Lead
ベイビーランニンワイルド（2005年）、バージンブルー（2006年）、Summer Madness（2006年）
Rie fu
Romantic（2008年）
リサイタルズ
Dejavina（Japanese ver.）（2021年）
Little Glee Monster
青春フォトグラフ（2015年）
リュ・シウォン
BABYLON（2007年）、花の首飾り（2007年）、Cafe Wonderland（2009年）
Lily.
遠く離れた場所で feat. C（2010年）、気づいてよ… I Love You（2010年）
Lily.μ
SECOND LOVE〜2度めの恋〜（2012年）
REGINA
Girl's Night（2012年）
lecca
時の中で（2008年）
Lenny code fiction
Key -bring it on, my Destiny-（2016年）
THE LOWBROWS
Oh No（2009年）
六畳人間
バンザライアクション（2006年）、タイムマシーン（2007年）
ROTTENGRAFFTY
So...Start（2016年）
若井友希
Destiny Sky（2012年）
渡り廊下走り隊
やる気花火（2009年）

### 番組
- NHK天才てれびくん MTK 『さぁーいこー』
- NHK天才てれびくん MTK 『夢のチカラ』
- NHK天才てれびくん MTK 『きっと、大丈夫』
- NHK天才てれびくん MTK 『SWEET☆ROSES』
- NHK天才てれびくん MTK 『絶対 Catch A Dream』
- NHK天才てれびくん MAX 『ささやきの天使』
- NHK天才てれびくん MAX 『恋してたいの』
- NHK天才てれびくん MAX 『ホントの自分』
- NHK大!天才てれびくん 『カラフル！』
- NHK大!天才てれびくん 『Start line』
- NHK大!天才てれびくん 『崚行/優しい武器』

### その他
- 33人のクリエーター×乃木坂46 「33人ぶらり旅」 松村沙友理×多田卓也（乃木坂46「走れ!Bicycle」特典映像）